# 西ヌサ・トゥンガラ州
西ヌサ・トゥンガラ州 (にしヌサ・トゥンガラしゅう、インドネシア語: Nusa Tenggara Barat) は、インドネシアの州。

## 地理
小スンダ列島（ヌサ・トゥンガラ諸島）のロンボク島、スンバワ島から構成される。州都は最大都市のマタラムで、ロンボク島にある。

## 民族構成
民族構成は、ロンボク島にはササク人（Suku Sasak）と少数派のバリ人（Suku Bali）がおり、スンバワ島はスンバワ人（Suku Sumbawa）とビマ人（Suku Bima）が住んでいる。それぞれ独自の言語を持つ。

## 行政区分
西ヌサ・トゥンガラ州は8県、2市に分けられている。

### ロンボク

#### 県
県 - (県都)
1. 西ロンボク県（英語版） - (グルン: Gerung)
2. 中部ロンボク県（英語版） - (プラヤ: Praya)
3. 東ロンボク県（英語版） - (セロン: Selong)
4. 北ロンボク県（英語版） - (タンジュン:Tanjung)

#### 市
1. マタラム

### スンバワ

#### 県
県 - (県都)
1. ビマ県（英語版） - (ラバ: Raba)
2. ドンブ県（英語版） - (ドンプ: Dompu)
3. スンバワ県（英語版） - (スンバワ・ブサール: Sumbawa Besar)
4. 西スンバワ県（英語版） - (タリワン: Taliwang)

#### 市
1. ビマ